# Ermin de Lobbes

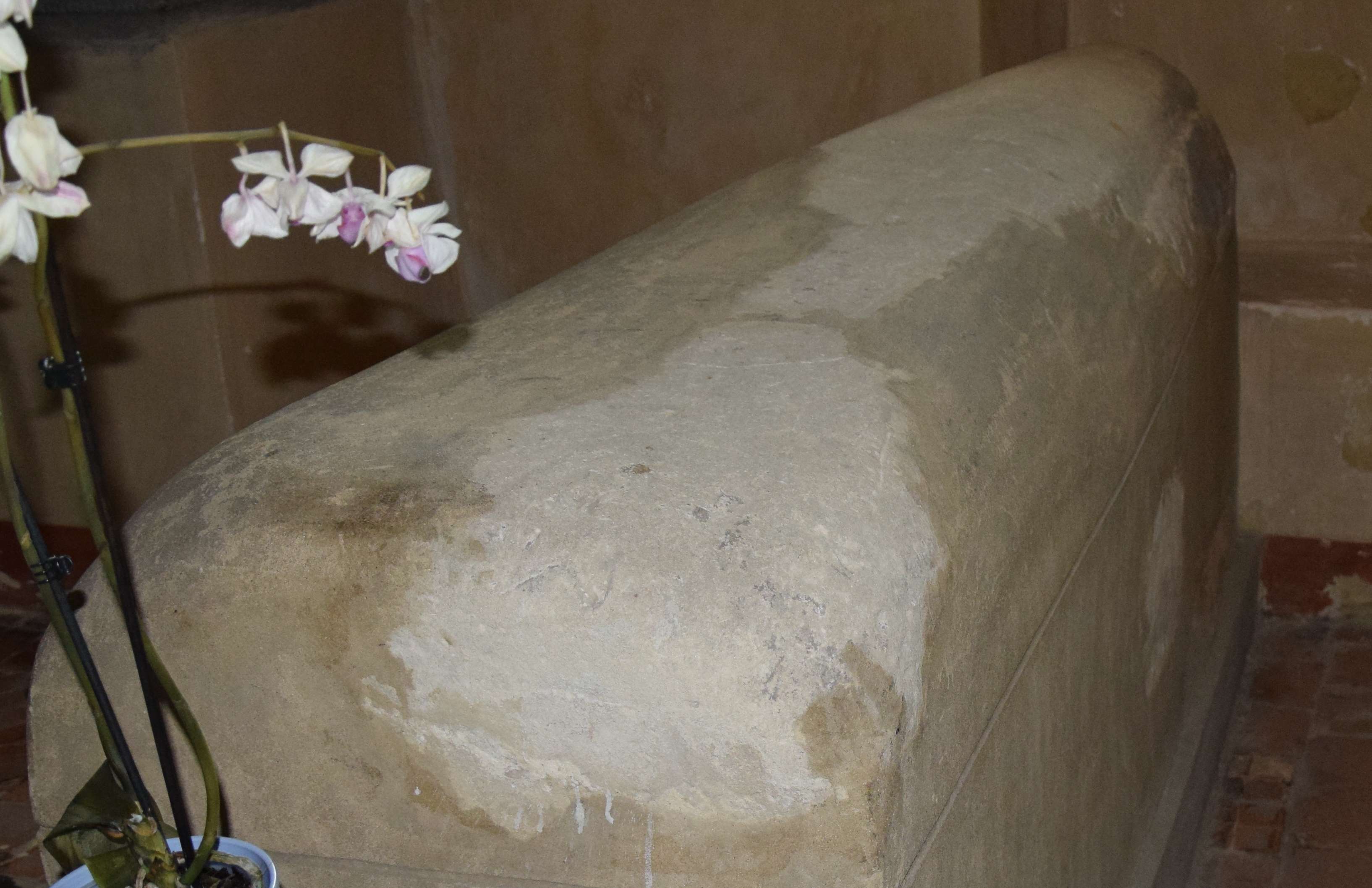
Sarcófago de São Ermin na igreja paroquial de Lobbes

São Ermin de Lobbes (falecido em 737, em Lobbes, Hainaut, Bélgica) foi o segundo abade da Abadia de Lobbes.

## Vida e lenda
Natural da região de Laon, estudou na Escola da Catedral de Laon (França) e foi ordenado sacerdote pelo bispo Madalgaire.
Depois de entrar no mosteiro beneditino de Lobbes, tornou-se discípulo de São Ursmar. Após indicação de Ursmar, foi eleito seu sucessor à frente da abadia, fundada por São Landelin. Ele tinha uma reputação de sabedoria e santidade. Seu biógrafo, abade Anson de Lobbes (+800), afirmou que ele também tinha um dom para a profecia.
Ele morreu em Lobbes em 737 e está enterrado em um sarcófago na cripta da Igreja de São Ursmar em Lobbes. Ele foi sucedido como abade por Theodwin.